# 鞏縣戰鬥
鞏縣戰鬥發生於1929年11月3日，地點則是在中國豫西北一帶，是國民革命軍內部所發生的內戰戰鬥之一。鞏縣戰鬥的交戰雙方，一方為五路軍，另一方為龐炳勳部隊。